# Phaconeura pluto
Phaconeura pluto är en insektsart som beskrevs av Ronald Gordon Fennah 1973. Phaconeura pluto ingår i släktet Phaconeura och familjen Meenoplidae. Inga underarter finns listade i Catalogue of Life.